# Zdravotnická záchranná služba Zlínského kraje
Zdravotnická záchranná služba Zlínského kraje, příspěvková organizace (ZZS ZK, do 19. dubna 2006 Územní středisko zdravotnické záchranné služby Zlínského kraje, příspěvková organizace) je příspěvková organizace a provozovatel záchranné služby ve Zlínském kraji. Hlavní náplní činnosti organizace je poskytování odborné přednemocniční neodkladné péče (PNP) podle zákona č. 374/2011 Sb. o zdravotnické záchranné službě. PNP je zajišťována na území o rozloze 3 964 km² pro téměř 600 000 obyvatel. V oblasti Zlínského kraje je k dispozici celkem 27 výjezdových skupin rozmístěných na 13 výjezdových stanovištích. Letecká záchranná služba není ve Zlínském kraji provozována.
Zdravotnická záchranná služba Zlínského kraje vznikla 1. ledna 2004. Zřizovatelem organizace je samotný Zlínský kraj, z jehož rozpočtu je hrazena. Od 1. ledna 2004 je jednou ze 14 krajských záchranných služeb.

## Historie

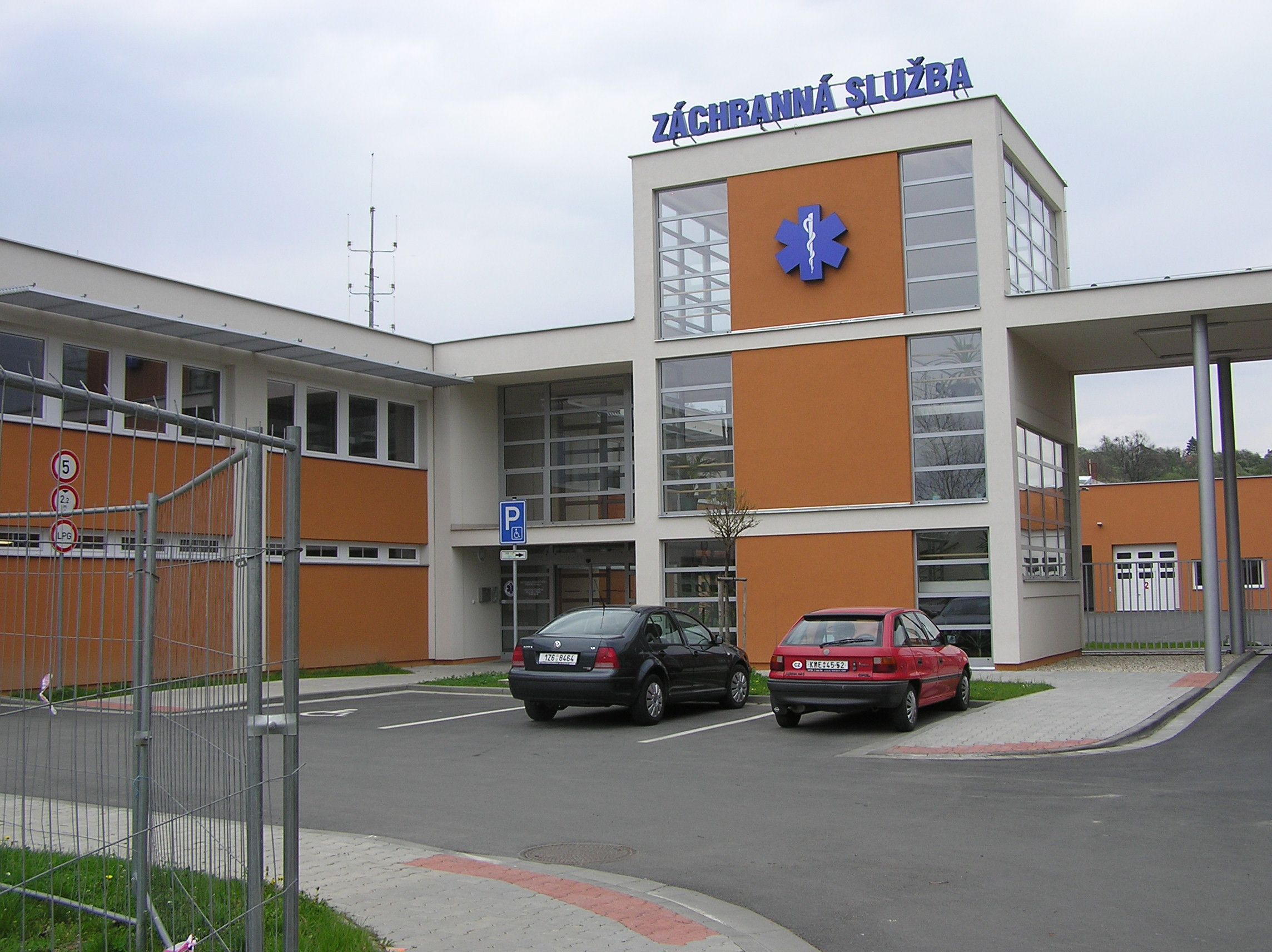
Ředitelství, sídlo krajského operačního střediska a výjezdové stanoviště ve Zlíně

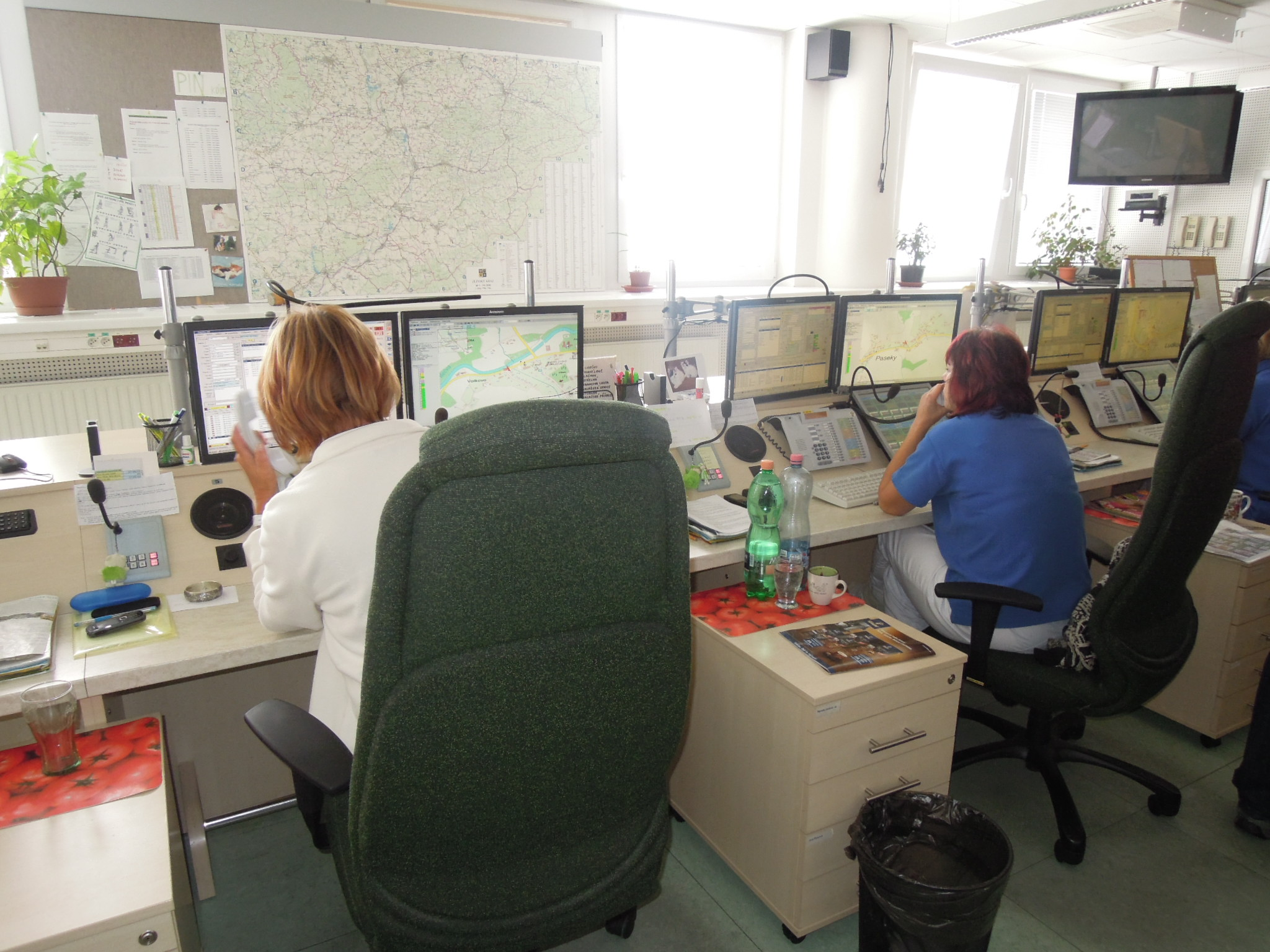
Operátorky na krajském operačním středisku ZZS ZK

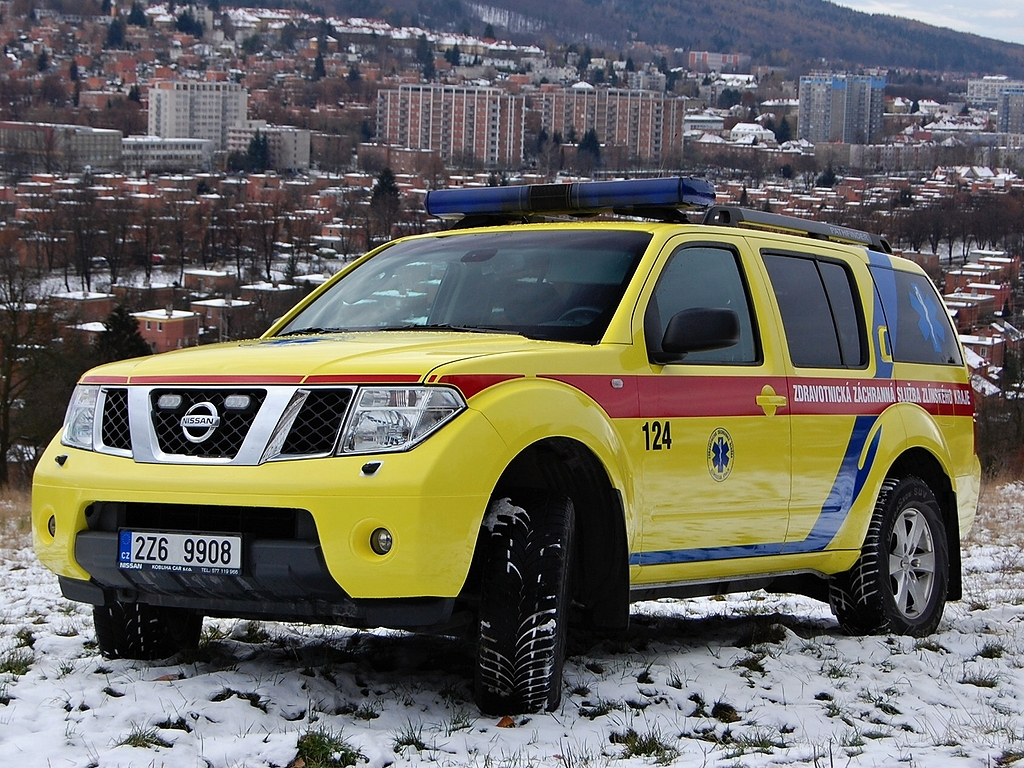
Nissan Pathfinder určený pro výjezdy v režimu RV

Počátky záchranné služby ve Zlíně sahají do roku 1927, kdy byla založena Baťova nemocnice. Ta měla k dispozici již od počátků činnosti sanitní vozidlo. Záchranná služba jako taková byla ve Zlíně v provozu od roku 1979, a to jako součást interního oddělení. Od roku 1985 byla pak součástí anesteziologicko-resuscitačního oddělení a jako úplně samostatné nemocniční oddělení fungovala od roku 1994. V roce 1996 vzniklo Okresní středisko zdravotnické záchranné služby Zlín a záchranná služba byla tak již zcela samostatná. Obdobný vývoj zasáhl záchrannou službu i v ostatních částech Zlínského kraje. Většina prvních záchranných služeb vznikala jako součást nemocničních oddělení a později jako organizace zřizované okresními úřady.
K 31. prosinci 2003 zanikly okresní úřady a vzniklo tak Územní středisko zdravotnické záchranné služby Zlínského kraje jako nástupnická organizace všech samostatných záchranných služeb v okresech Zlín, Vsetín, Kroměříž a Uherské Hradiště. Všechna výjezdová stanoviště i jednotlivé dispečinky byly sloučeny pod jednu organizaci. 19. dubna 2006 byl změněn název organizace na Zdravotnická záchranná služba Zlínského kraje.

## Organizační struktura
Zlínský kraj je pro potřeby záchranné služby rozčleněn do pěti oblastních středisek, která čítají dohromady 13 výjezdových stanovišť. Jednotlivá oblastní střediska respektují víceméně hranice okresů. Výjimkou je území okresu Vsetín, který je rozčleněn na samostatná oblastní střediska se sídlem ve Vsetíně a Valašském Meziříčí. Jednotlivé výjezdové skupiny jsou řízeny centralizovaně z krajského operačního střediska.

## Zdravotnické operační středisko
V letech 2004 až 2007 vznikalo ve Zlíně nové krajské operační středisko (KOS), které mělo do budoucna sloučit všechna okresní operační střediska a středisko ve Valašském Meziříčí pod jedno. V roce 2009 proběhlo připojení posledního střediska v Kroměříži.
V současné době je veškerá činnost zdravotnických posádek řízena ze zdravotnického operačního střediska (ZOS) ve Zlíně. Koordinace veškerých posádek a celého integrovaného záchranného systému je tak velice rychlá a na vysoké úrovni.

## Výjezdové skupiny
Zdravotnická záchranná služba Zlínského kraje disponuje 27 výjezdovými skupinami, jejichž počet se mění s pracovní a noční dobou. V mimopracovní dny a v nočních hodinách počet posádek snížen na 23. Většina skupin pracuje v režimu rychlá zdravotnická pomoc (RZP) ve složení řidič-záchranář a zdravotnický záchranář a rychlá lékařská pomoc (RLP) ve složení řidič-záchranář, lékař a zdravotnický záchranář. V roce 2006 byl ve Zlíně a ve Slavičíně spuštěn provoz výjezdových skupin v setkávacím systému RV s lékařem v osobním automobile. V průběhu roku 2010 byl setkávací systém spuštěn také v Otrokovicích, kde doposud sloužila standardní tříčlenná výjezdová skupina rychlé lékařské pomoci. Nově jsou na stanovišti připraveny k výjezdu dvě výjezdové skupiny. Zdravotnická záchranná služba Zlínského kraje získala v roce 2013 tři nová sanitní vozidla Škoda Yeti určena pro výjezdy v režimu rychlá lékařská pomoc v systému Rendez-Vous. Na rok 2014 je plánováno zavést tento setkávací systém trvale do dalších tří oblastí Zlínského kraje, a to do Kroměříže, Uherského Brodu a Rožnova pod Radhoštěm. Při sněhové kalamitě na počátku roku 2010 byla na každém oblastním výjezdovém stanovišti uvedena od provozu jedna skupina RZP navíc. Tento výjimečný stav trval několik dnů.

## Výjezdová stanoviště

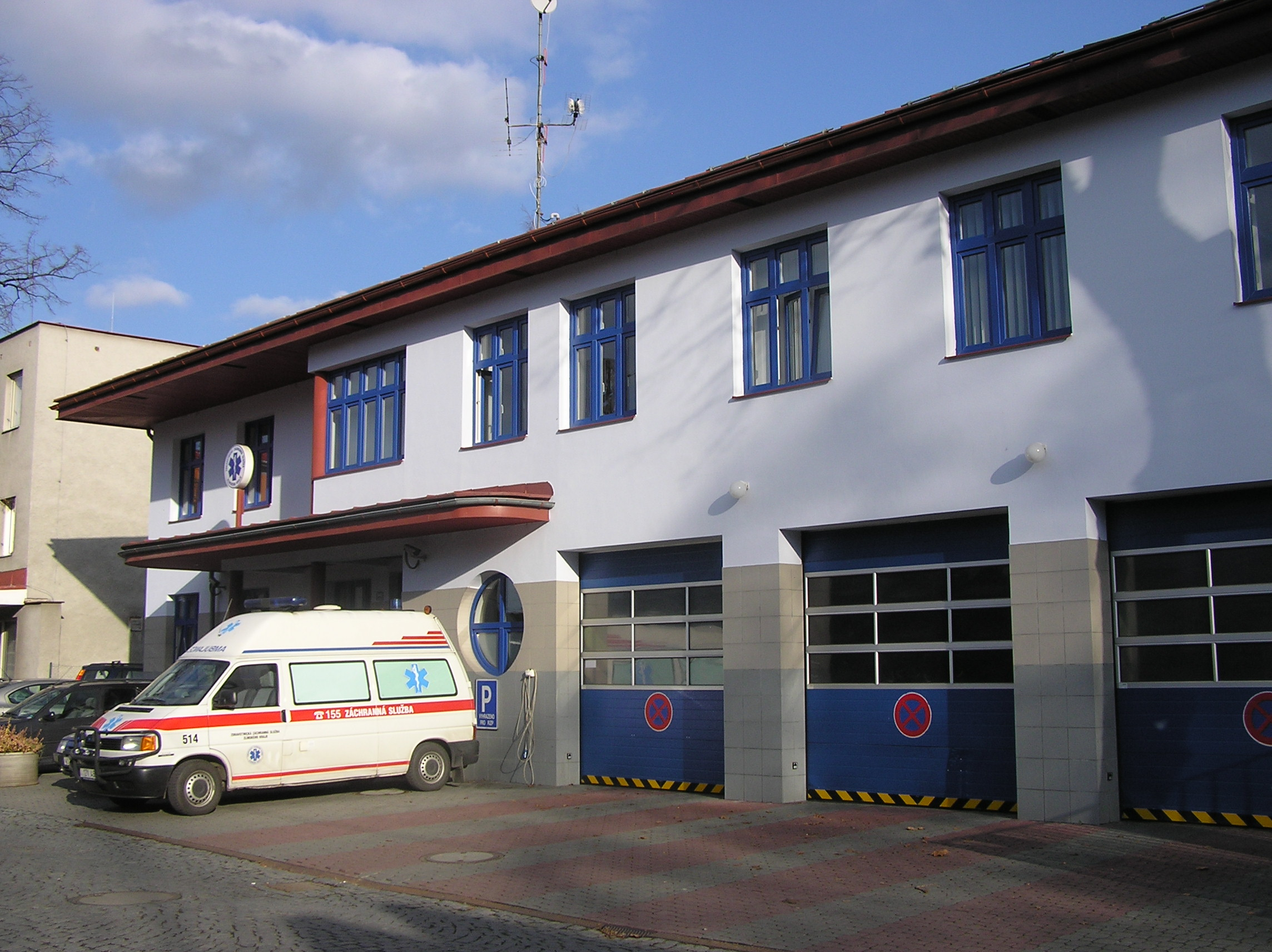
Oblastní výjezdové stanoviště ve Vsetíně

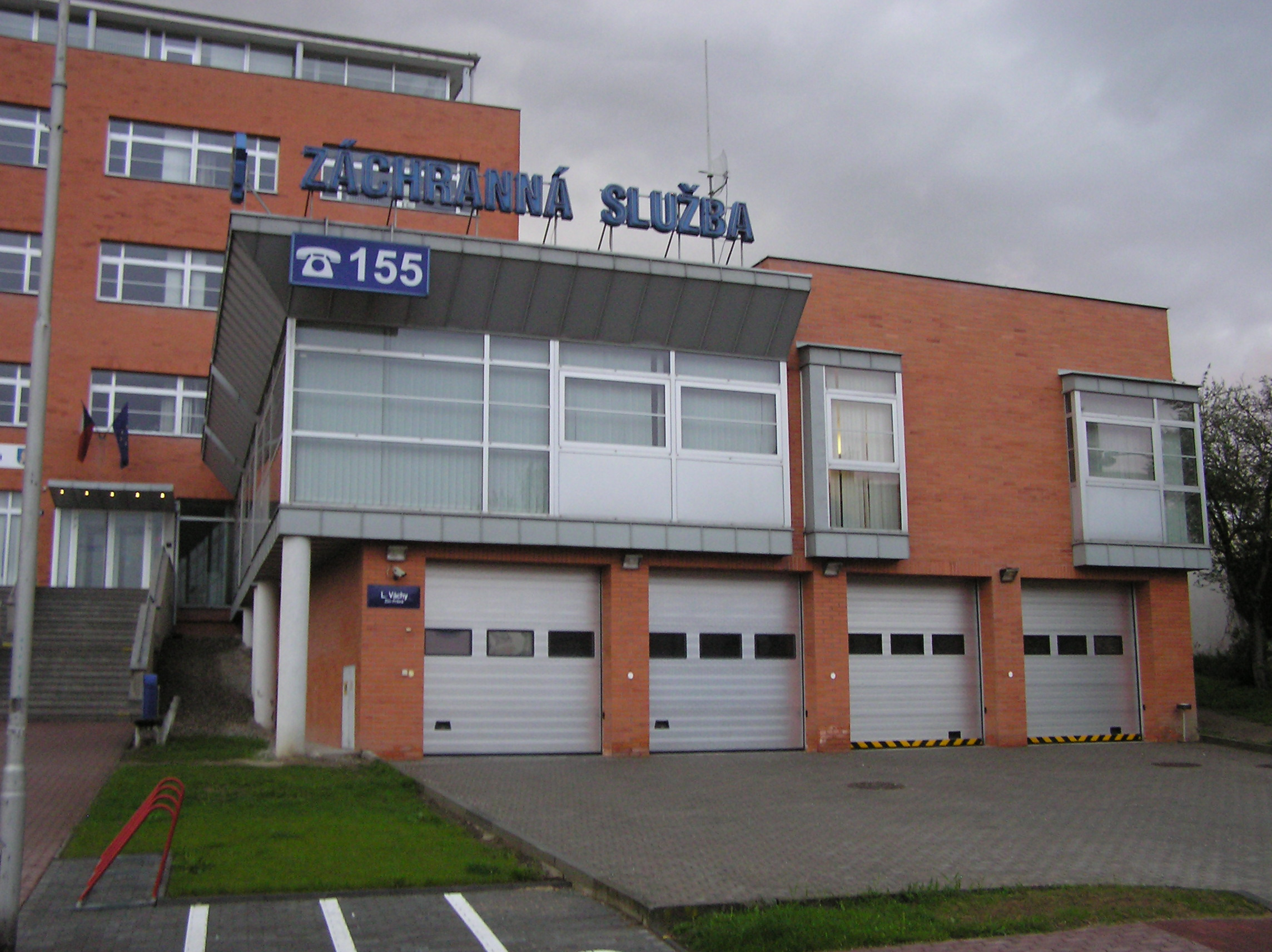
Výjezdové stanoviště ve Zlíně

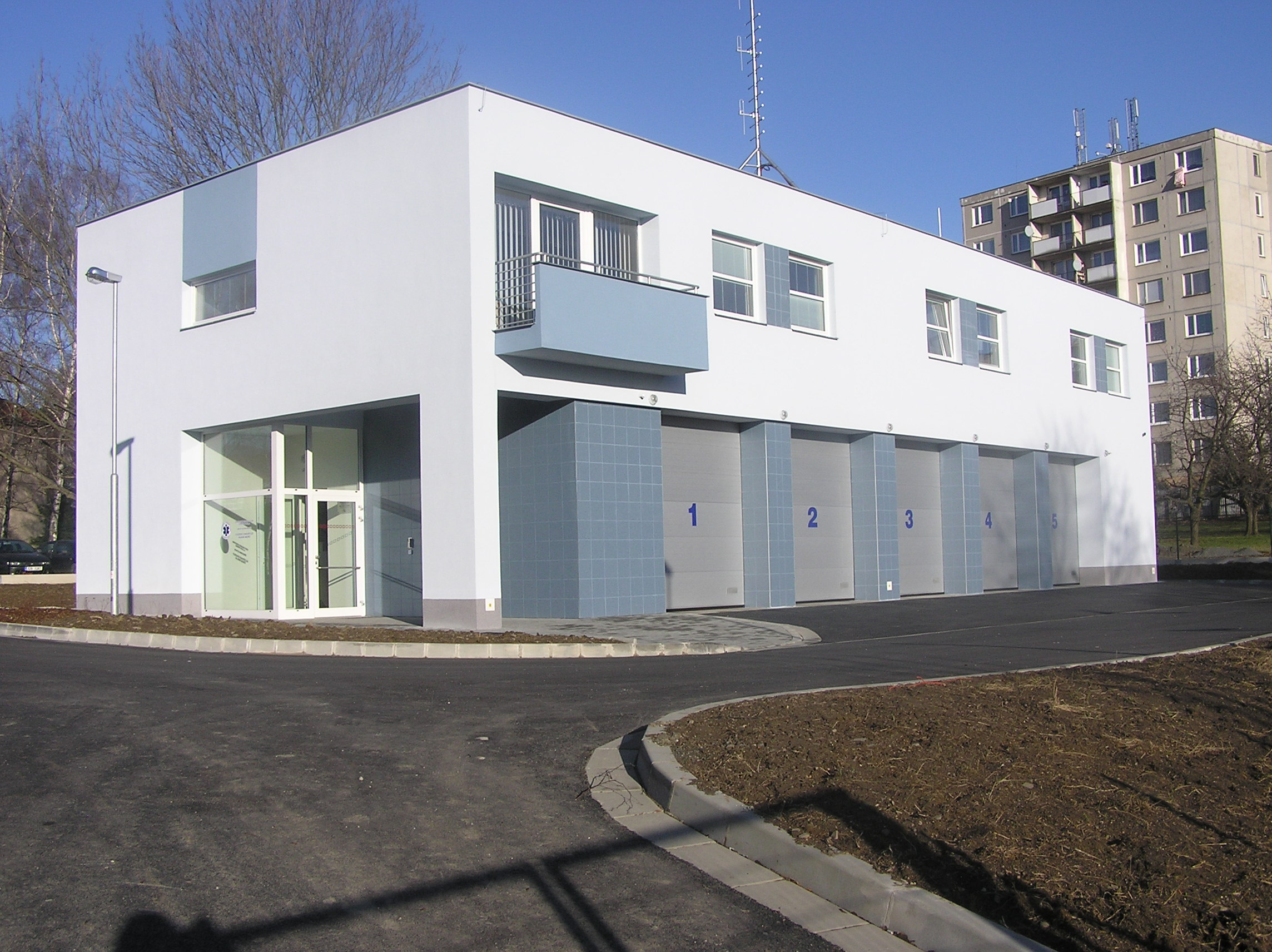
Výjezdové stanoviště ve Valašském Meziříčí krátce po svém otevření v prosinci 2009

V současnosti je Zlínský kraj pokryt sítí 13 výjezdových stanovišť, na kterých je k dispozici 27 výjezdových skupin. V mimopracovní době a v nočních hodinách je počet posádek snížen. Výjezdová stanoviště jsou rozmístěna tak, aby byl dojezd k pacientovi uskutečněn do 20 minut od přijetí výzvy. Prioritou je nyní výstavba nových výjezdových stanovišť, která jsou v nevyhovujícím stavu. Nejčastěji je problém v malé kapacitě pro sanitní vozidla nebo pro personál.
Sanitní vozidla na některých výjezdových stanovištích nemohou parkovat v garážích, což snižuje jejich životnost. V prosinci 2009 byla otevřená nově vybudovaná stanoviště ve Valašském Meziříčí a v Uherském Brodě.
15. listopadu 2010 bylo slavnostně otevřeno nové výjezdové stanoviště v Bystřici pod Hostýnem.
Již dříve bylo přestěhováno středisko a ředitelství do nové budovy ve Zlíně, kde jsou nyní dvě stanoviště.
Výrazně se tak zvýšila dostupnost zdravotnických prostředků v celé aglomeraci, která čítá přes 100 000 obyvatel. V březnu 2012 bylo slavnostně otevřeno nové výjezdové stanoviště v Uherském Hradišti. V březnu 2013 proběhlo otevření nového výjezdového stanoviště v Karolince, kde slouží trvale jedná výjezdová skupina rychlé zdravotnické pomoci. Výjezdové stanoviště sem bylo přemístěno z Nového Hrozenkova, kde bylo nevyhovující zázemí.
V některých místech zajišťuje Zdravotnická záchranná služba Zlínského kraje také lékařskou pohotovostní službu (LPS).

### Přehled výjezdových stanovišť
| Oblast            | Výjezdová stanoviště     | Poznámka |
| Zlín              | Zlín, Peroutkovo nábřeží | ZOS      |
| Zlín              | Zlín, L. Váchy           |          |
| Zlín              | Otrokovice               |          |
| Zlín              | Slavičín                 |          |
| Zlín              | Valašské Klobouky        | LPS      |
| Uherské Hradiště  | Uherské Hradiště         |          |
| Uherské Hradiště  | Uherský Brod             | LPS      |
| Uherské Hradiště  | Buchlovice               |          |
| Uherské Hradiště  | Suchá Loz                |          |
| Kroměříž          | Kroměříž                 |          |
| Kroměříž          | Bystřice pod Hostýnem    | LPS      |
| Kroměříž          | Morkovice - Slížany      |          |
| Vsetín            | Vsetín                   |          |
| Vsetín            | Karolinka                |          |
| Valašské Meziříčí | Valašské Meziříčí        |          |
| Valašské Meziříčí | Rožnov pod Radhoštěm     | LPS      |

## Letecká záchranná služba

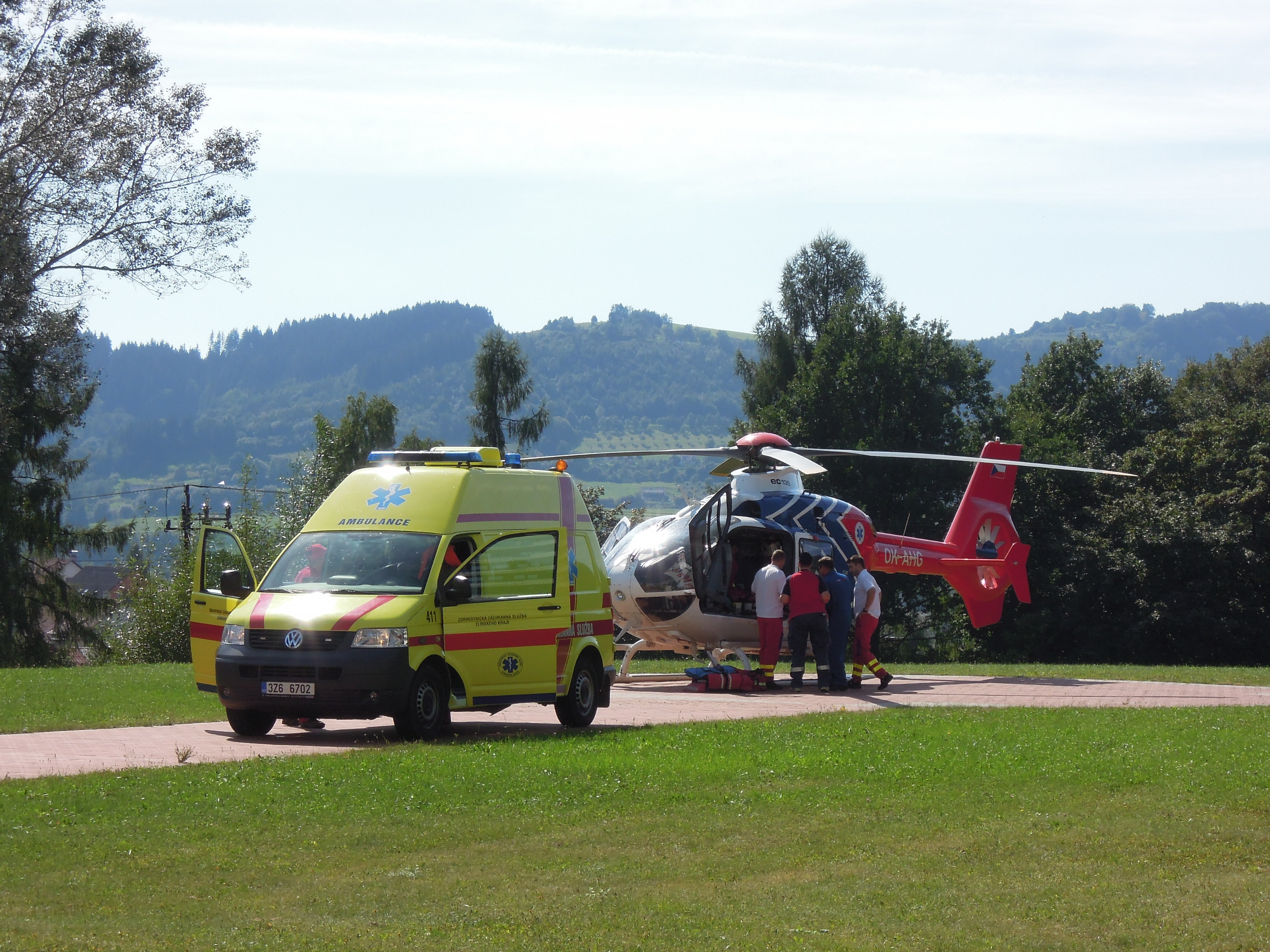
Výjezdová skupina ZZS ZK ve spolupráci s olomouckým vrtulníkem letecké záchranné služby Kryštof 09

Zlínský kraj na svém území leteckou záchrannou službu (LZS) neprovozuje. Ta je však v případě potřeby zajištěna provozovateli z Moravskoslezského, Olomouckého nebo Jihomoravského kraje. Ministerstvo zdravotnictví ČR v roce 2010 uvedlo, že neplánuje rošiřovat síť LZS na území České republiky. Podle vyjádření mluvčího je síť základen HEMS dostatečně hustá. S tímto tvrzením však nesouhlasí představitelé kraje. Po zrušení traumacentra ve Zlíně je doletová doba do jiných specializovaných pracovišť dlouhá. Provoz LZS ve Zlínském kraji by přišel ministerstvo zdravotnictví ročně na 25 až 30 milionů korun. Zlínský kraj je tak jeden ze tří krajů, který má tuto službu zajištěnou z jiných regionů. V roce 2013 byla ve Zlínském kraji podepsána petice pro zřízení stanoviště letecké záchranné služby ve Zlíně. Minimálně do roku 2016 touto službou Zlínský kraj disponovat nebude.

## Vozový park

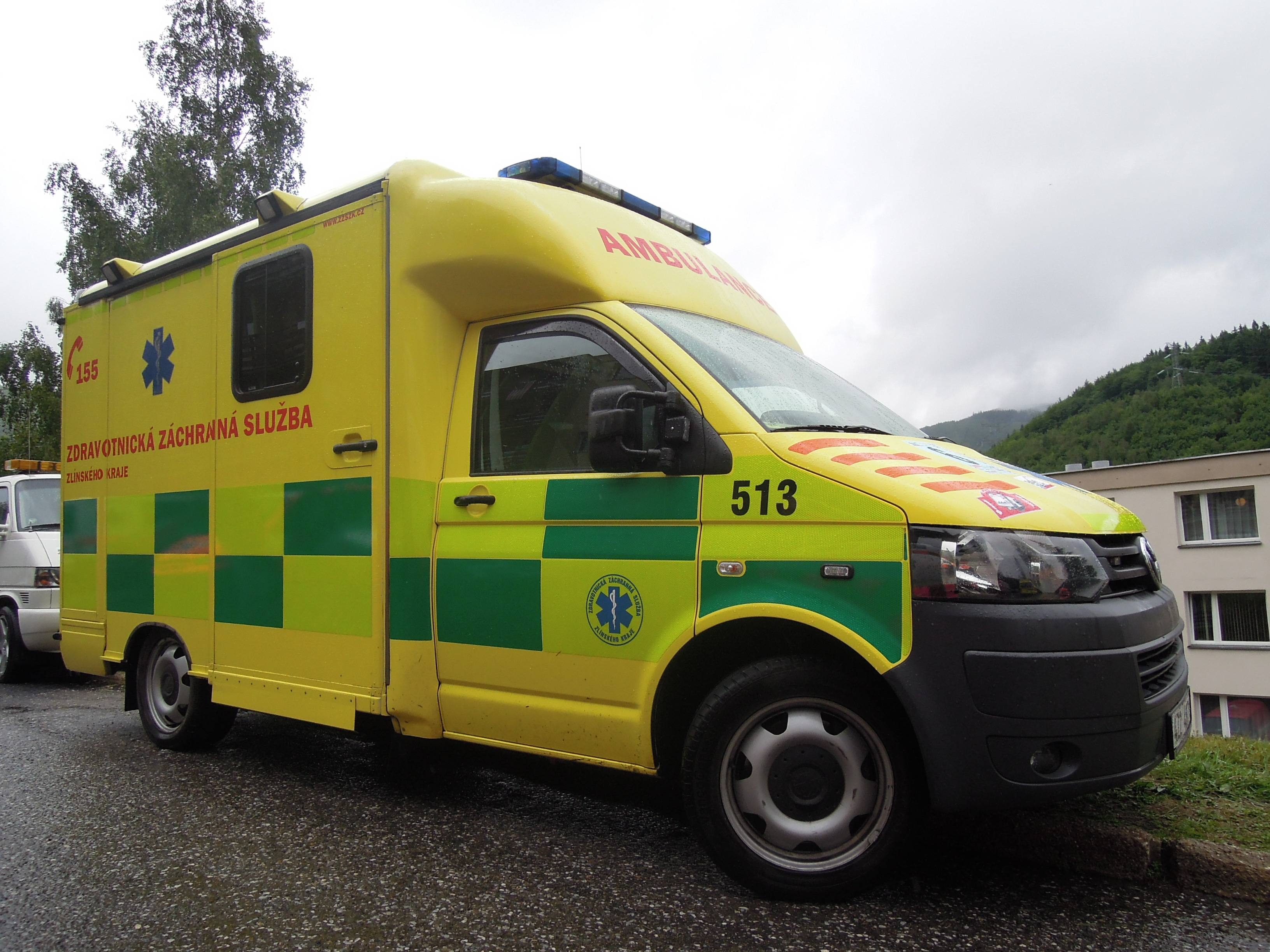
Volkswagen Transporter T5 strobel (faceliftovaná verze) byl dodán na počátku roku 2011

Zdravotnická záchranná služba Zlínského kraje disponuje rozsáhlým vozovým parkem. Nejstaršími vozidly jsou Praga V3S a Land Rover Defender. Obě tato vozidla jsou používána pro obtížně přístupný terén. Vůbec nejčastěji se vyskytujícím sanitním vozidlem je Volkswagen Transporter ve verzích T4 a T5. První větší dodávka vozidel VW T5 proběhla v roce 2006 společně se třemi vozidly pro systém RV, mezi nimiž byl jeden Nissan Pathfinder pro oblast Slavičínska a dvě vozidla Škoda Octavia Combi. Jedna z Octavií je nasazena v provozu na stanovišti ve Zlíně a druhá slouží jako záložní vozidlo. V roce 2008 obdržela ZZS ZK sedm nových sanitek VW T5.
V prosinci 2009 byla dodána čtyři nová vozidla Volkswagen Transporter T5 Strobel.
Tato vozidla nejsou koncipována jako klasické dodávkové vozidlo, ale ambulantní část je skříňová (tzv. „bedna“). Nabízí větší prostor pro posádku v ambulantní části i modernější přístrojové vybavení. Největší změnou je však design vozidel. Vozidlo nemá klasické polepy, tedy červené pruhy, ale je opatřeno reflexní battenburskou šachovnicí. Rovněž majáky prošly změnou. Jsou použity LED diodové majáky, které jsou nově zabudovány také ve zpětných zrcátcích. Viditelnost je tedy zaručena i za přímého slunečního svitu. 11. ledna 2011 byly dodány další čtyři kusy se skříňovou nástavbou, již ve faceliftované verzi. Od března 2011 je do systému RV zařazeno nové vozidlo Škoda Yeti. V dubnu 2012 bylo do vozového parku zařazeno nové vozidlo Volkswagen Transporter T5. Dalším používaným vozidlem je například Renault Master.

## Galerie

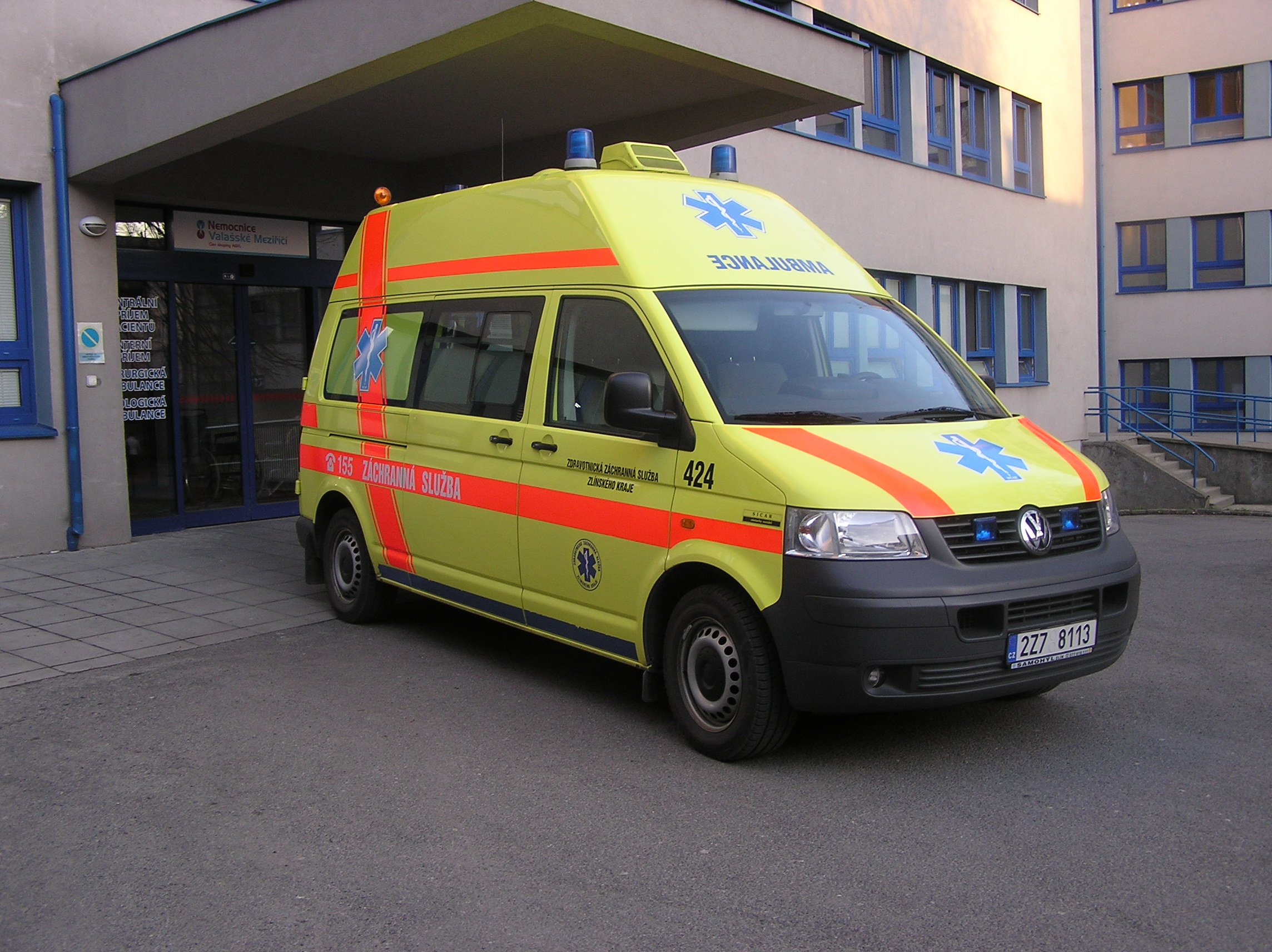
Volkswagen Transporter T5, jedno z vozidel dodaných v roce 2006
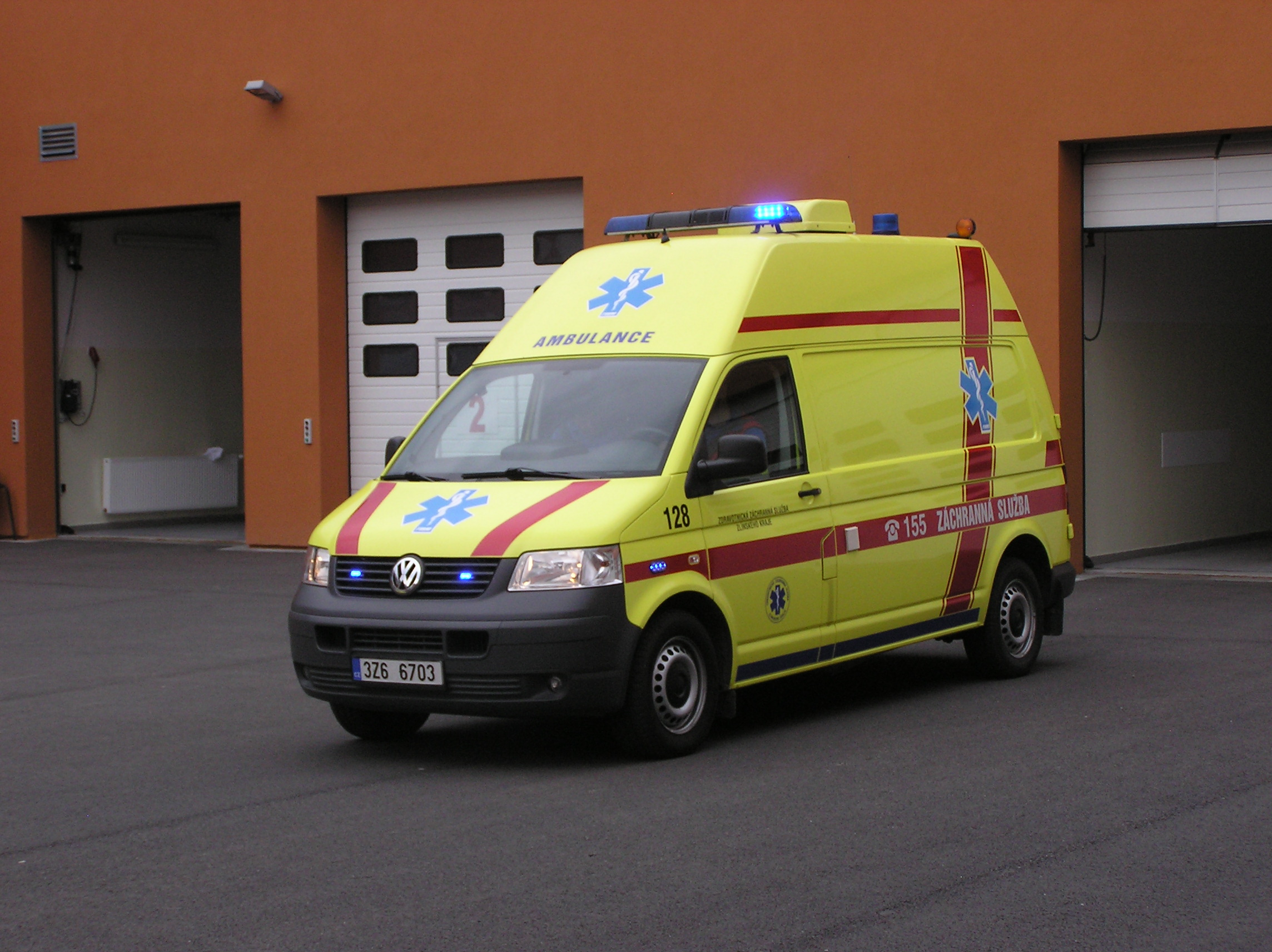
Volkswagen Transporter T5 z novější dodávky sanitních vozidel z roku 2008
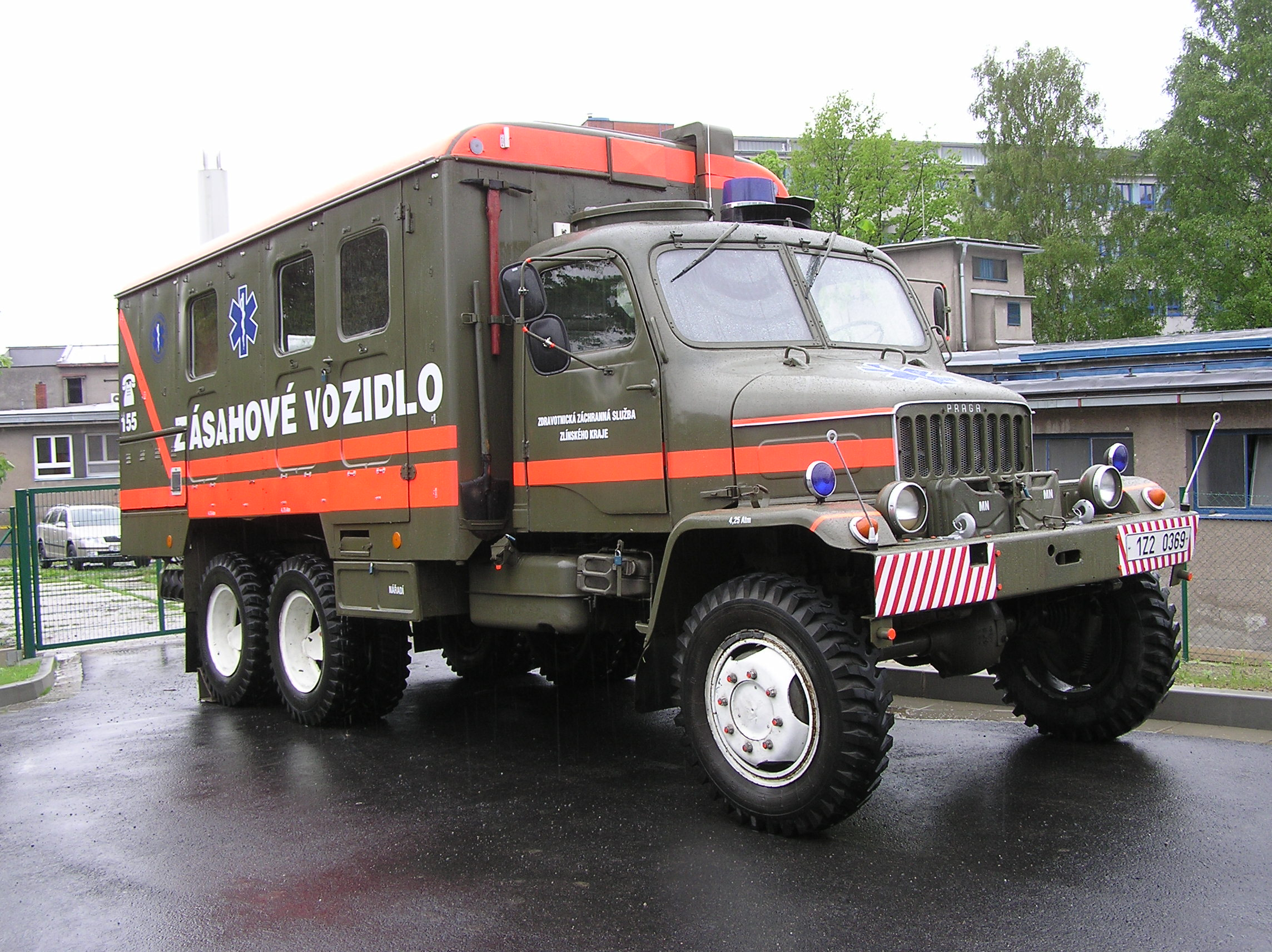
Praga V3S pro obtížně přístupný terén
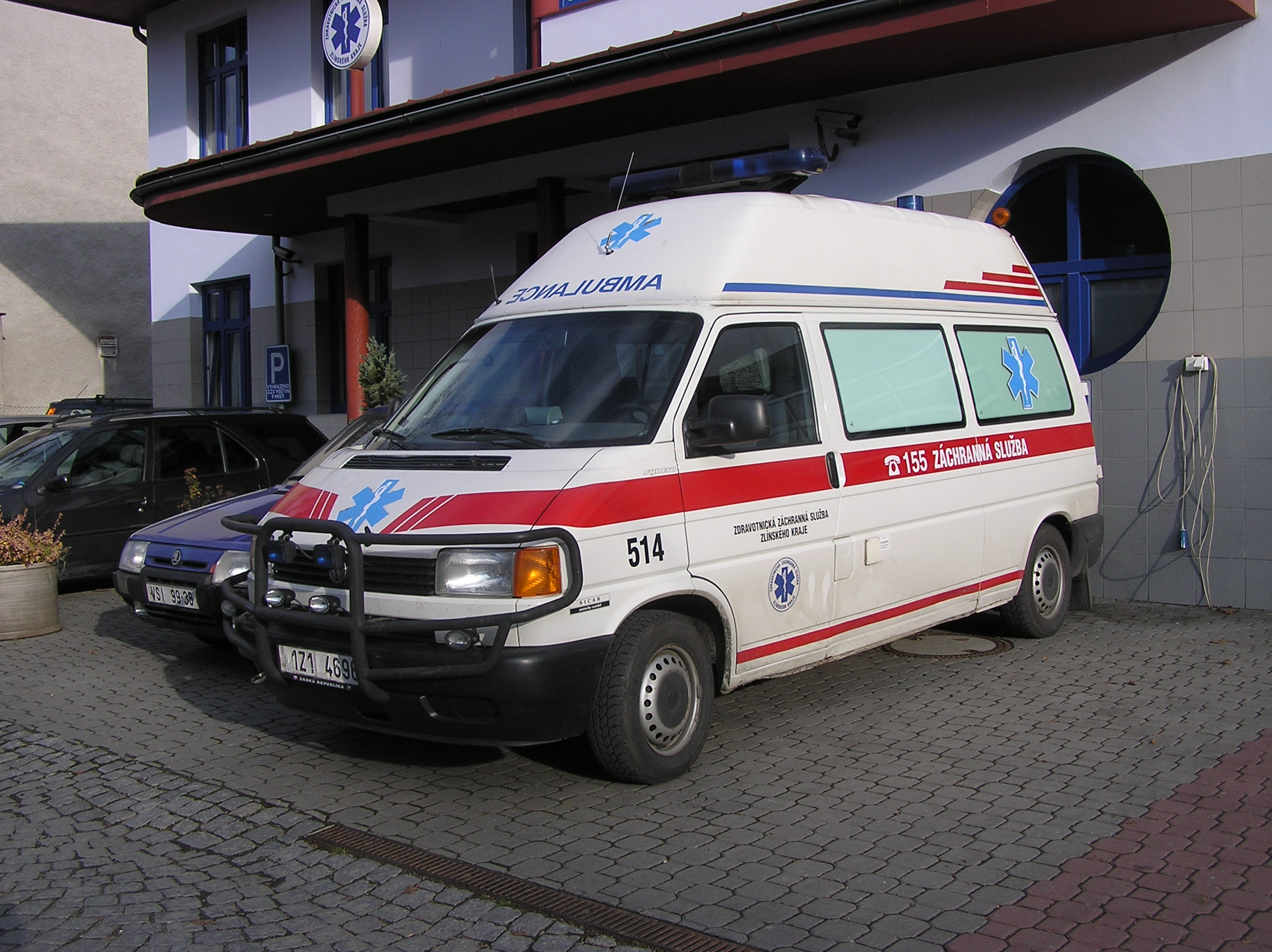
Volkswagen Transporter T4 jako RZP Vsetín
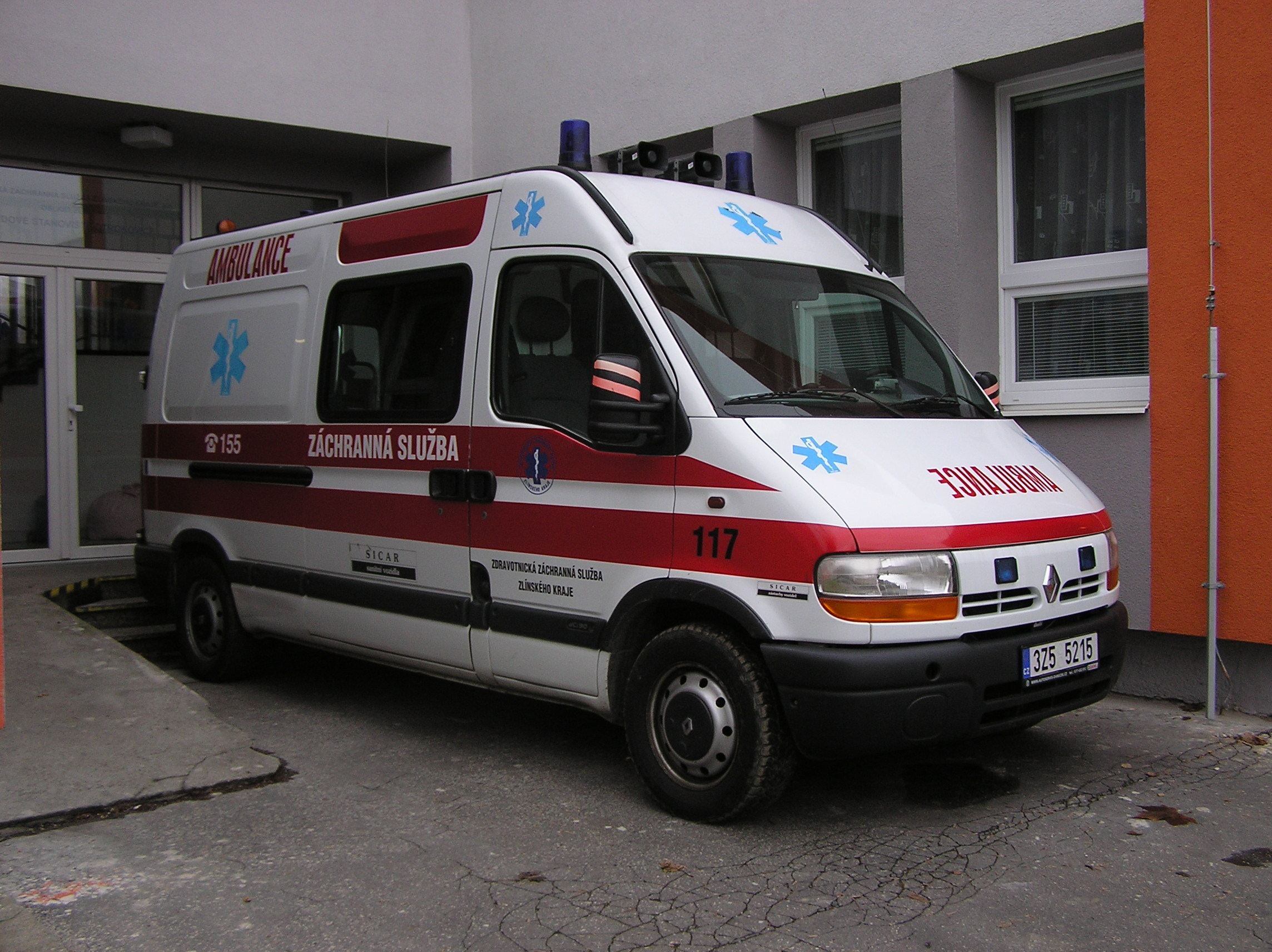
Renault Master je jedna ze služebně starších sanitek
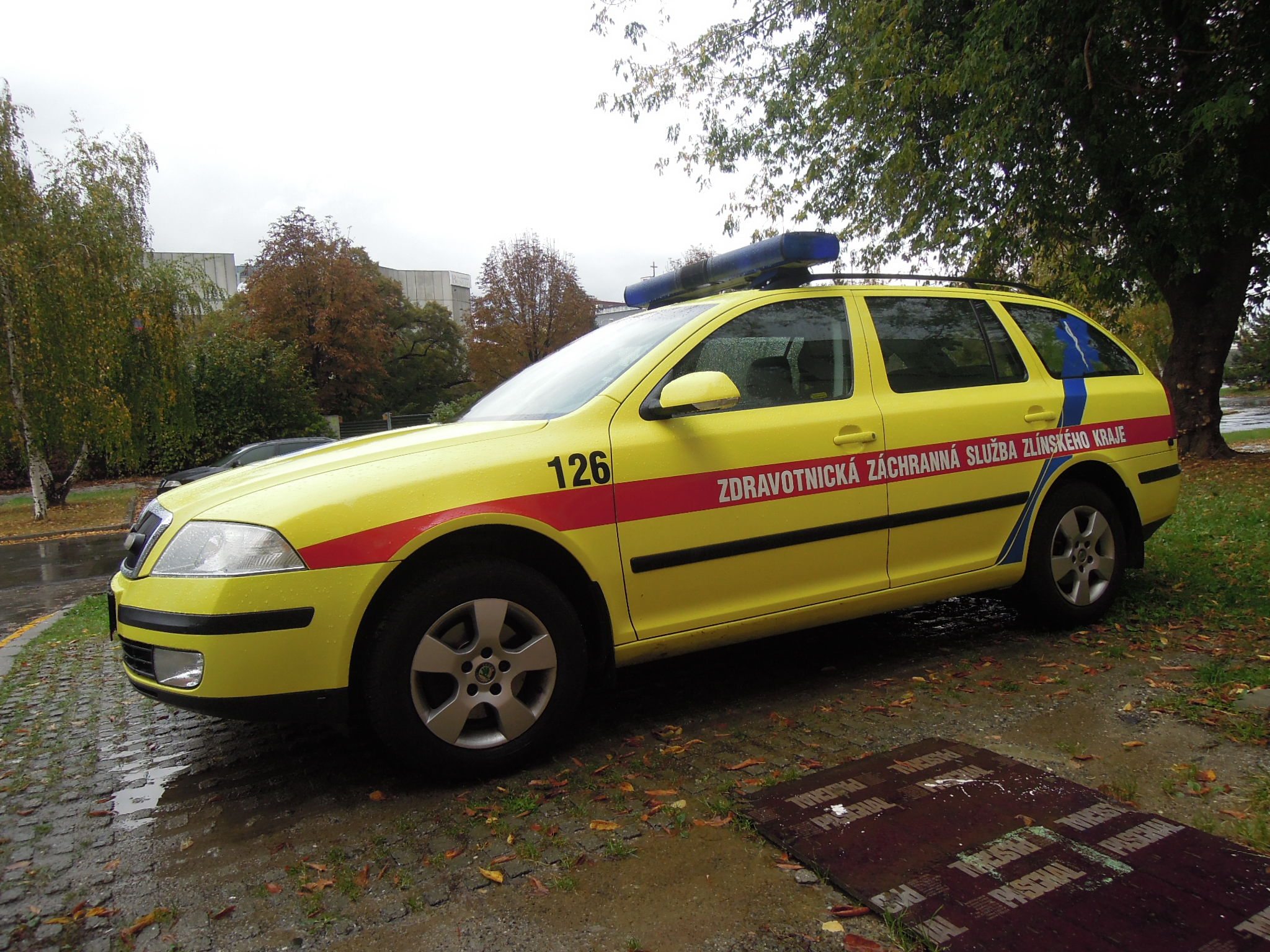
Vozidlo Škoda Octavia Combi určené pro výjezdy v režimu RV